# Sveučilište Komenskog
Sveučilište Komenskog (slov. Univerzita Komenského v Bratislave) najstarije je i najveće slovačko sveučilište, s većinom fakulteta smještenih u Bratislavi. 
Sveučilište je osnovano 1919. godine, nedugo nakon što je osnovana Čehoslovačka. Sveučilište je dobilo ime po Janu Amosu Komenskome, češkome profesoru i filozofu, jednom od začetnika modernog školstva u Europi.
Oko 28.300 studenata pohađalo je sveučilište u akademskoj godini 2012./2013. i na njemu je bilo oko 2.000 članova akademskog osoblja. Kao većina sveučilišta u zemlji, institucija je primarno financirana iz javnoga proračuna. 

## Povijest
Institutcija je osnovana 1919. godine uz podršku Karlovog sveučilišta iz Praga. Namjera je bila da ovo sveučilište zamijeni prijašnje Elizabetansko sveučilište, koje je prisilno preseljeno iz Slovačke po odluci župana Samuela Zocha. 
Elizabetansko je sveučilište u gradu djelovalo od 1912. do 1919. godine, nakon čega je premješteno u Budimpeštu u koju je prešao i najveći broj profesora. Elizabetansko će sveučilište ponovno biti preseljeno i pretvoreno u današnje Sveučilište u Pečuhu. Odlazak većine mađarskih profesora doveo je do potrebe za pomoć od strane češke akademske zajednice u uspostavi novoga slovačkog sveučilišta. Prvi rektor novoga sveučilišta prof. dr. Kristian Hynek, kao i mnogi profesori, bili su etnički Česi jer lokalna sredina nije mogla pružiti dovoljan broj kvalificiranog osoblja koje bi govorilo slovački jezik. 
Bez obzira na oskudna financijska sredstva, sveučilište je od samoga početka radilo i na razvoju istraživačkog rada. 1919. na sveučilištu je osnovan Medicinski fakultet, a 1921. osnovani su i Pravni i Filozofski fakultet. Uz humanističke i društvene znanosti, Filozofski je fakultet u prvim godinama funkcionirao i kao Učiteljski fakultet na kojemu su obrazovani neophodni učitelji za slovčke srednje škole. 1937. izgrađena je i sveučilišna središnja zgrada.

## Vanjske poveznice
- (sl.) Službene stranice sveučilišta